# 346810 Giancabattisti
346810 Giancabattisti este o planetă minoră (asteroid) din centura de asteroizi. A fost descoperită pe 13 februarie 2009 la  de Vincenzo Silvano Casulli⁠(d). 
Obiectul prezintă o orbită caracterizată de o semiaxă mare de 2,8077397298272 UAi, o excentricitate de 0,11428667482037, o înclinație de 10,409282615562 ° în raport cu ecliptica.